# Église Saint-Nicolas de Nikolskoïe-Ourupino
L'église de Saint-Nicolas de Nikolskoïe-Ourupino est une église orthodoxe, édifiée en 1664, à une dizaine de kilomètres à l'ouest de Moscou (Oblast de Moscou) dans un domaine de boyard, au village de Nikolskoïe-Ourupino. 

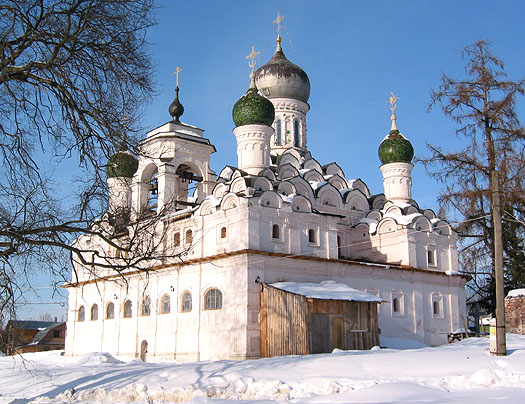
Église Nicolas-le-Thaumaturge à Ourupino

La propriété de Nikolskoïe-Ourupino, a appartenu à la famille d'aristocrates Golitsyne. Un premier manoir est construit sur celle-ci en 1635. C'est le début d'un domaine de propriétaires fonciers sur lequel on construit également une église en bois dédiée à Saint-Nicolas-Thaumaturge. En 1664, l'église en pierre, toujours en place aujourd'hui, est construite par l'architecte Pavel Potekhine pour le propriétaire de l'époque Nikita Odoievski. Comme dans d'autres églises construites par cet architecte, le plan est rectangulaire, avec une chapelle à chaque angle, l'ensemble visiblement inspiré par l'architecture en bois. Elle comprend deux piliers sur lesquels s'appuient une voûte close et une système complexe de petites voûtes et d'arcs. L'église est dominée par une seule grande coupole et quatre petites, celles des chapelles. Elles reposent sur de hauts tambours finement décorés. Le recouvrement est enrichi de rangées de kokochniks. Les façades sont décorées de lésènes, les fenêtres sont entourées de chambranles ouvragés et surmontées de frontons.
À l'époque de Staline dans les années 1930, l'église est fermée. Elle sert alors de grenier à légumes puis d'atelier. Dans les années 1960, la restauration est entreprise et se prolonge jusqu'en 1989. En 1991, l'église est transférée à l'Église orthodoxe de Russie.